# Budno (województwo podlaskie)
Budno – wieś w Polsce położona w województwie podlaskim, w powiecie sokólskim, w gminie Janów.
Wieś królewska ekonomii grodzieńskiej położona była w końcu XVIII wieku w powiecie grodzieńskim województwa trockiego. W latach 1975–1998 miejscowość administracyjnie należała do województwa białostockiego.
Nazwa została pierwszy raz użyta w metryce janowskiej parafii 6 stycznia 1775 r. Powstanie wsi związane jest z puszczańską budą, podobnie jak Franckowa Buda.
W 1963 r. wieś zelektryfikowano, wodociąg doprowadzono w 1995 r. W 2011 r. liczba ludności wsi wynosiła 67 osób.
Wierni kościoła rzymskokatolickiego należą do parafii św. Jerzego w Janowie.